# Bilivski Hutorî (Bronnîkî), Rivne
Bilivski Hutorî (în ucraineană Білівські Хутори) este un sat în comuna Bronnîkî din raionul Rivne, regiunea Rivne, Ucraina.

## Demografie
Componența lingvistică a localității Bilivski Hutorî
     Ucraineană (100%)
Conform recensământului din 2001, toată populația localității Bilivski Hutorî era vorbitoare de ucraineană (100%).